# To Love a Boy / Stay Open
To Love a Boy / Stay Open è un singolo della cantante statunitense Maya Hawke, pubblicato il 16 agosto 2019. È il singolo d'esordio come cantante dell'attrice.

## Tracce
1. To Love a Boy – 2:17
2. Stay Open – 2:23